# Simone Crolla
Simone Andrea Crolla (Premosello Chiovenda, 21 agosto 1972) è un politico italiano.

## Biografia
Cresciuto con la sua famiglia sul Lago Maggiore, si trasferisce a Milano per frequentare l'Università Statale di Milano, ove si laurea in Scienze Politiche con indirizzo in Relazioni Internazionali. Successivamente alla laurea, frequenta un corso post laurea in International Law presso l'Università di Helsinki.
Candidato alle elezioni politiche del 2008 nella circoscrizione Lombardia 1 per il Popolo della Libertà, non risulta eletto; nell'aprile 2012 è proclamato deputato in sostituzione della dimissionaria Valentina Aprea: rimane in carica negli ultimi 11 mesi della XVI legislatura, fino al marzo 2013.
Dal 2009 è Consigliere Delegato di American Chamber of Commerce in Italy, organizzazione privata no profit affiliata alla United States Chamber of Commerce (USCC) di Washington D.C.
Dal 2014 all'ottobre 2015 è stato Co-Founder e Direttore dei Rapporti con l'Italia dello USA Pavilion, presso Expo 2015.
Dal novembre 2018, coordina, al fianco del Presidente Fedele Confalonieri, l'Advisory Board della Veneranda Fabbrica del Duomo di Milano, con il compito di elaborare strategie di fundraising e di supportare le attività di promozione del Duomo di Milano. È anche membro del Board of Directors della fondazione americana (501(c)3) della International Patrons of Duomo di Milano.